# 極東戦争
「極東戦争」（きょくとうせんそう）とは、イギリスの歴史家クリストファー・ソーン（Christopher Thorne）が、その著書 "THE ISSUE OF WAR: States, Societies, and the Far Eastern Conflict of 1941-1945"（邦題『太平洋戦争とは何だったのか』）で示した「太平洋戦争」（1941年（昭和16年） - 1945年（昭和20年））の呼称。ソーンは、この戦争について書中で「1941-45年戦争」の呼称も用いている。

## ソーンの「太平洋戦争」観
第二次世界大戦中の日本は、1941年（昭和16年）から1945年（昭和20年）にかけて主にアジアの地を舞台に、西欧諸国を相手に戦った。ソーンは、この戦争にかかわった数多くの国家や社会の動き、あるいは人々を行動に駆り立てるもととなる意識のなかから、世界史的あるいは人類史的な広範な流れをつかもうとする立場をとっており、この戦争がもつ人種論的側面を重視する。
そういう立場からすれば、この戦争は「民主主義」対「ファシズム」の戦いではなく、また、この戦争が単に太平洋をはさんで日米両国間の戦いにとどまるものではなく、むしろ基本的にはイギリス（およびフランス・オランダ）と日本との戦いであり、アメリカは中国との関係からではなく、むしろイギリスとの関係からこの戦争に介入したのだと説く。そうした地政学的な位置づけからすれば、一般に用いられている「太平洋戦争」ないし「大東亜戦争」という呼称は適切ではなく、多少の難点 はあるものの「極東戦争」と呼ぶ方が適切だとする。
"THE ISSUE OF WAR"には、
- 「中国を広大な範囲にわたって死と破滅の淵に追いこんだ戦争は、同時に国家の統一と再生をもたらすことになった。」[6]
- 「イギリスと自治領をより深く結びつけた戦争が『イギリス連邦同盟』という自動機構の終焉を現実のものにしていった。」[6]
- 「日本は敗北したとはいえ、アジアにおける西欧諸国の終焉を早めた。」[6]
- 「1945年には極東戦争のまぎれもない『勝利者』だったアメリカが、1970年代にはある意味では、長期にわたる最大の『敗者』とみられるようになった。」[7]

などの重要な指摘がある。